# 蒲生敏基
蒲生 敏基（がもう としき、1989年9月12日 - ）は、日本の実業家。香川県坂出市出身。株式会社G.TRES創業者で、代表取締役。

## 来歴
大阪商業大学卒業後、2012年国内CATディーラー入社。
2018年6月に株式会社G.TRESを創業し、建設機械販売・修理、ICT,ドローン事業等を開始した。